# Daniël Coens
Daniël Hubert Coens (Beernem, 3 augustus 1938 - Roeselare, 15 februari 1992) was een Belgische politicus. Hij was burgemeester en minister voor de CVP.

## Levensloop
Coens werd lid van de Katholieke Studentenactie. Hij volgde humaniora aan het Sint-Leocollege in Brugge, waarna hij van 1957 tot 1961 politieke en sociale wetenschappen studeerde aan de Katholieke Universiteit Leuven. Na zijn studies was hij van 1962 tot 1966 navorser aan de Katholieke Universiteit Leuven, waarna hij assistent werd van hoogleraar Frans Van Mechelen. Daarenboven doceerde hij van 1964 tot 1979 sociologie.
In 1971 verliet Coens de academische wereld en werd hij actief in de politiek. In 1970 was hij voor de CVP tot gemeenteraadslid van Sijsele verkozen en in 1971 werd hij er burgemeester. In 1977 werd Sijsele een deelgemeente van Damme en Coens was zo de laatste burgemeester van Sijsele geweest. Na de fusie werd hij burgemeester in fusiegemeente Damme, wat hij bleef tot aan zijn overlijden in 1992.
Van 1971 tot aan zijn overlijden in 1992 was Coens voor de CVP eveneens lid van de Kamer van volksvertegenwoordigers in het arrondissement Brugge. In de periode december 1971-oktober 1980 zetelde hij als gevolg van het toen bestaande dubbelmandaat ook in de Cultuurraad voor de Nederlandse Cultuurgemeenschap, die op 7 december 1971 werd geïnstalleerd. In de legislaturen 1974-1977 en 1977-1978 maakte hij als secretaris deel uit van het Bureau (dagelijks bestuur) van de Cultuurraad. Vanaf 21 oktober 1980 tot aan zijn overlijden (15 februari 1992) was hij lid van de Vlaamse Raad, de opvolger van de Cultuurraad en de voorloper van het huidige Vlaams Parlement.
Van 1979 tot 1980 was hij staatssecretaris voor het Vlaams Gewest in de Regering-Martens I en Regering-Martens II. Hij was bevoegd voor Sociale Zaken en Huisvesting. Daarna was hij van 1980 tot 1981 minister van Ontwikkelingssamenwerking in de Regering-Martens IV en de Regering-M. Eyskens en van 1981 tot 1988 minister van Onderwijs in de Regering-Martens V, de Regering-Martens VI en de Regering-Martens VII. Nadat Onderwijs een Vlaamse bevoegdheid werd, was hij van oktober 1988 tot januari 1992 gemeenschapsminister van Onderwijs in de Vlaamse Executieve.
Na het Schoolpact was hij een van de eerste onderwijsministers van christendemocratische achtergrond. Hij bewerkstelligde een trendbreuk met zijn vele socialistische en liberale voorgangers. Zo maakte hij een schuchter begin met het wegwerken van de financiële achteruitstelling van het vrij (katholiek) onderwijs, (bijvoorbeeld: betoelaging internaten). Nu onderwijs een uitsluitend Vlaamse bevoegdheid was geworden legde hij ook specifieke accenten. Zijn verdienste was bijvoorbeeld ook binnen onderwijs de aandacht te verleggen naar de zwakkeren in de samenleving, zijn drie B's: basisonderwijs, buitengewoon onderwijs en beroepsonderwijs. Het werd hem niet altijd in dank afgenomen, want verhoudingsgewijs moest het algemeen secundair onderwijs, dat te duur geworden was door het vernieuwd secundair onderwijs, en het universitair onderwijs (grote betogingen tegen de verhoging van het inschrijvingsgeld!) inleveren.
Van 1985 tot 1990 was hij voorzitter van de raad van bestuur van het Europacollege.
In februari 1992 stierf Coens op 53-jarige leeftijd na een korte ziekte.
Hij was de vader van politicus Joachim Coens. Als eerbetoon aan hem werd de gemeentelijke bibliotheek van Damme naar hem vernoemd.